# La venganza de un soldado
Soldier's Revenge (La venganza de un soldado en Hispanoamérica) es una película argentina-panameña-estadounidense de acción de 1986 dirigida por David Worth sobre su propio guion escrito en colaboración con Lee Stull, según un argumento de Eduard Sarlui. Es protagonizada por John Savage y Maria Socas. Se estrenó el 11 de diciembre de 1986 en la República Federal Alemana.
Soldier's Revenge fue el primer film en una serie de cuatro coproducciones argentino-estadounidenses de cine independiente, realizadas por la dupla de productores Crespo-Sarlui durante la década de 1980 en Argentina. Entre rejas (1987) fue la segunda película en esa serie.

## Sinopsis
Un excombatiente de Vietnam viaja a un país sudamericano sin nombre. Allí, trata de liberar a un preso político víctima de la dictadura que asola al lugar, con la ayuda de Beatriz, la hija del hombre preso.

## Reparto
| Actor             | Personaje                |
| ----------------- | ------------------------ |
| John Savage       | Frank Morgan             |
| Maria Socas       | Beatriz                  |
| Edgardo Moreira   | Ricardo                  |
| Paul Lambert      | General Burns            |
| Francisco Cano    | Gómez                    |
| Sebastián Larreta | Tiny                     |
| Jorge Velurtas    | Comisario                |
| Jacques Arndt     | Realtor                  |
| Alberto Ure       | Carlos                   |
| Brian McKenna     | Tío Benjamin             |
| Fiona Heine ...   | Amy                      |
| James Murray      |                          |
| Aldo Mayo         | Barman                   |
| Daniel Guerra     | Piloto                   |
| George Kenny      | Sacerdote                |
| Edward Jordan     | Rebelde barbudo          |
| George Candi      | Guardia                  |
| Elizabeth Palmer  | Boletera                 |
| James Murray      | Corley                   |
| Hellen Gavin      | Novia de Tiny            |
| George Simspon    | Policía en el aeropuerto |
| Michael Casanova  | Policía en el aeropuerto |
| Deborah Chin      | Joven vietnamita         |
| Joseph M. Ibanez  | Oficial en la frontera   |
| Cora McDonald     | Camarera                 |
| Dale Howser       | Delincuente en el bar    |
| Dan Bogart        | Delincuente en el bar    |
| Steven Cook       | Delincuente en el bar    |
| David Walsh       | Delincuente en el bar    |
| Peter Porteous    | Delincuente en el bar    |
| George Murdoch    | Delincuente en el bar    |
| Wayne Montanio    | Delincuente en el bar    |
| Robert Brenner    | Delincuente en el bar    |
| Ray Shaffer       | Delincuente en el bar    |
| John Findlater    | Delincuente en el bar    |
| Daniel Leibiker   | Cliente en el bar        |
| Nestor Rosen      | Cliente en el bar        |
| Cletus Rogers     | Cliente en el bar        |
| John Erquiaga     | Cliente en el bar        |
| Annelaine Briden  | Cliente en el bar        |
| Deborah Cody      | Cliente en el bar        |
| Amparo Ibarlucia  |                          |